# Gabriel Fernández (basquetebolista)
Gabriel Fernández (Lomas de Zamora, 23 de Outubro de 1975) é um basquetebolista profissional argentino.